# Lista över fornlämningar i Eskilstuna kommun (Husby-Rekarne)
Lista över fornlämningar i Eskilstuna kommun (Husby-Rekarne) är en förteckning av ett urval av de fornlämningar som finns i Husby-Rekarne i Eskilstuna kommun.
| Namn                                 | Lämningstyp                      | Tillkomsttid | Historisk indelning         | Plats               | Läge                 | ID-nr          | Bild                                      |
| ------------------------------------ | -------------------------------- | ------------ | --------------------------- | ------------------- | -------------------- | -------------- | ----------------------------------------- |
| Husby-Rekarne 1:1                    | Gravfält                         |              | Husby-Rekarne, Södermanland |                     | 59.318894, 16.468582 | 10033400010001 | Ladda upp en bild av detta fornminne      |
| Stafstenarna (Husby-Rekarne 2:1)     | Stensättning                     |              | Husby-Rekarne, Södermanland |                     | 59.320215, 16.464866 | 10033400020001 | Ladda upp en bild av detta fornminne      |
| Stafstenarna (Husby-Rekarne 2:2)     | Grav markerad av sten/block      |              | Husby-Rekarne, Södermanland |                     | 59.319987, 16.464709 | 10033400020002 | Ladda upp en bild av detta fornminne      |
| Stafstenarna (Husby-Rekarne 2:3)     | Grav markerad av sten/block      |              | Husby-Rekarne, Södermanland |                     | 59.319974, 16.464856 | 10033400020003 | Ladda upp en bild av detta fornminne      |
| Stafstenarna (Husby-Rekarne 2:4)     | Grav markerad av sten/block      |              | Husby-Rekarne, Södermanland |                     | 59.319948, 16.464986 | 10033400020004 | Ladda upp en bild av detta fornminne      |
| Stafstenarna (Husby-Rekarne 2:5)     | Stensättning                     |              | Husby-Rekarne, Södermanland |                     | 59.319893, 16.464377 | 10033400020005 | Ladda upp en bild av detta fornminne      |
| Husby-Rekarne 3:1                    | Stensättning                     |              | Husby-Rekarne, Södermanland |                     | 59.311323, 16.451627 | 10033400030001 | Ladda upp en bild av detta fornminne      |
| Sö 92 (Husby-Rekarne 4:1)            | Runristning                      |              | Husby-Rekarne, Södermanland | Husby-Rekarne kyrka | 59.314045, 16.451623 | 10033400040001 | Ladda upp en till bild av detta fornminne |
| Husby-Rekarne 5:1                    | Gravfält                         |              | Husby-Rekarne, Södermanland |                     | 59.309632, 16.447503 | 10033400050001 | Ladda upp en bild av detta fornminne      |
| Husby-Rekarne 6:1                    | Stensättning                     |              | Husby-Rekarne, Södermanland |                     | 59.320864, 16.467631 | 10033400060001 | Ladda upp en bild av detta fornminne      |
| Husby-Rekarne 8:1                    | Stensättning                     |              | Husby-Rekarne, Södermanland |                     | 59.317617, 16.458676 | 10033400080001 | Ladda upp en bild av detta fornminne      |
| Husby-Rekarne 9:1                    | Gravfält                         |              | Husby-Rekarne, Södermanland |                     | 59.315793, 16.451292 | 10033400090001 | Ladda upp en bild av detta fornminne      |
| Husby-Rekarne 11:1                   | Röse                             |              | Husby-Rekarne, Södermanland |                     | 59.313115, 16.435587 | 10033400110001 | Ladda upp en bild av detta fornminne      |
| Husby-Rekarne 11:2                   | Stensättning                     |              | Husby-Rekarne, Södermanland |                     | 59.313000, 16.435460 | 10033400110002 | Ladda upp en bild av detta fornminne      |
| Husby-Rekarne 11:3                   | Stensättning                     |              | Husby-Rekarne, Södermanland |                     | 59.313065, 16.435291 | 10033400110003 | Ladda upp en bild av detta fornminne      |
| Husby-Rekarne 12:1                   | Stensättning                     |              | Husby-Rekarne, Södermanland |                     | 59.312072, 16.435261 | 10033400120001 | Ladda upp en bild av detta fornminne      |
| Husby-Rekarne 12:2                   | Stensättning                     |              | Husby-Rekarne, Södermanland |                     | 59.312438, 16.435177 | 10033400120002 | Ladda upp en bild av detta fornminne      |
| Husby-Rekarne 13:1                   | Gravfält                         |              | Husby-Rekarne, Södermanland |                     | 59.313612, 16.442147 | 10033400130001 | Ladda upp en bild av detta fornminne      |
| Husby-Rekarne 16:1                   | Gravfält                         |              | Husby-Rekarne, Södermanland |                     | 59.316533, 16.469052 | 10033400160001 | Ladda upp en bild av detta fornminne      |
| Husby-Rekarne 16:2                   | Stensättning                     |              | Husby-Rekarne, Södermanland |                     | 59.316820, 16.468567 | 10033400160002 | Ladda upp en bild av detta fornminne      |
| Husby-Rekarne 17:1                   | Gravfält                         |              | Husby-Rekarne, Södermanland |                     | 59.309853, 16.472702 | 10033400170001 | Ladda upp en bild av detta fornminne      |
| Husby-Rekarne 18:1                   | Gravfält                         |              | Husby-Rekarne, Södermanland |                     | 59.309334, 16.470236 | 10033400180001 | Ladda upp en bild av detta fornminne      |
| Husby-Rekarne 19:1                   | Stensättning                     |              | Husby-Rekarne, Södermanland |                     | 59.307222, 16.471460 | 10033400190001 | Ladda upp en bild av detta fornminne      |
| Husby-Rekarne 20:1                   | Gravfält                         |              | Husby-Rekarne, Södermanland |                     | 59.307136, 16.465835 | 10033400200001 | Ladda upp en bild av detta fornminne      |
| Husby-Rekarne 22:1                   | Stensättning                     |              | Husby-Rekarne, Södermanland |                     | 59.262414, 16.526163 | 10033400220001 | Ladda upp en bild av detta fornminne      |
| Husby-Rekarne 23:1                   | Gravfält                         |              | Husby-Rekarne, Södermanland |                     | 59.261854, 16.526684 | 10033400230001 | Ladda upp en bild av detta fornminne      |
| Husby-Rekarne 24:1                   | Gravfält                         |              | Husby-Rekarne, Södermanland |                     | 59.259986, 16.532397 | 10033400240001 | Ladda upp en bild av detta fornminne      |
| Husby-Rekarne 30:1                   | Stensättning                     |              | Husby-Rekarne, Södermanland |                     | 59.285533, 16.404831 | 10033400300001 | Ladda upp en bild av detta fornminne      |
| Husby-Rekarne 30:2                   | Stensättning                     |              | Husby-Rekarne, Södermanland |                     | 59.285727, 16.404905 | 10033400300002 | Ladda upp en bild av detta fornminne      |
| Husby-Rekarne 32:1                   | Stensättning                     |              | Husby-Rekarne, Södermanland |                     | 59.282666, 16.413947 | 10033400320001 | Ladda upp en bild av detta fornminne      |
| Husby-Rekarne 32:2                   | Stensättning                     |              | Husby-Rekarne, Södermanland |                     | 59.282542, 16.414089 | 10033400320002 | Ladda upp en bild av detta fornminne      |
| Husby-Rekarne 32:3                   | Stensättning                     |              | Husby-Rekarne, Södermanland |                     | 59.282427, 16.414172 | 10033400320003 | Ladda upp en bild av detta fornminne      |
| Husby-Rekarne 33:1                   | Röse                             |              | Husby-Rekarne, Södermanland |                     | 59.286208, 16.414773 | 10033400330001 | Ladda upp en bild av detta fornminne      |
| Husby-Rekarne 33:3                   | Stensättning                     |              | Husby-Rekarne, Södermanland |                     | 59.286161, 16.415244 | 10033400330003 | Ladda upp en bild av detta fornminne      |
| Husby-Rekarne 34:1                   | Stensättning                     |              | Husby-Rekarne, Södermanland |                     | 59.289792, 16.413756 | 10033400340001 | Ladda upp en bild av detta fornminne      |
| Husby-Rekarne 40:1                   | Gravfält                         |              | Husby-Rekarne, Södermanland |                     | 59.312933, 16.440397 | 10033400400001 | Ladda upp en bild av detta fornminne      |
| Husby-Rekarne 41:1                   | Gravfält                         |              | Husby-Rekarne, Södermanland |                     | 59.286528, 16.410362 | 10033400410001 | Ladda upp en bild av detta fornminne      |
| Husby-Rekarne 47:1                   | Stensättning                     |              | Husby-Rekarne, Södermanland |                     | 59.314142, 16.443091 | 10033400470001 | Ladda upp en bild av detta fornminne      |
| Husby-Rekarne 50:1                   | Stensättning                     |              | Husby-Rekarne, Södermanland |                     | 59.312303, 16.476438 | 10033400500001 | Ladda upp en bild av detta fornminne      |
| Husby-Rekarne 51:1                   | Gravfält                         |              | Husby-Rekarne, Södermanland |                     | 59.280895, 16.488315 | 10033400510001 | Ladda upp en bild av detta fornminne      |
| Husby-Rekarne 54:1                   | Gravfält                         |              | Husby-Rekarne, Södermanland |                     | 59.290133, 16.504708 | 10033400540001 | Ladda upp en bild av detta fornminne      |
| Husby-Rekarne 55:1                   | Stensättning                     |              | Husby-Rekarne, Södermanland |                     | 59.290145, 16.465988 | 10033400550001 | Ladda upp en bild av detta fornminne      |
| Husby-Rekarne 56:1                   | Stensättning                     |              | Husby-Rekarne, Södermanland |                     | 59.287547, 16.469507 | 10033400560001 | Ladda upp en bild av detta fornminne      |
| Husby-Rekarne 57:1                   | Stensättning                     |              | Husby-Rekarne, Södermanland |                     | 59.291133, 16.460685 | 10033400570001 | Ladda upp en bild av detta fornminne      |
| Husby-Rekarne 57:2                   | Stensättning                     |              | Husby-Rekarne, Södermanland |                     | 59.291068, 16.460882 | 10033400570002 | Ladda upp en bild av detta fornminne      |
| Husby-Rekarne 58:1                   | Gravfält                         |              | Husby-Rekarne, Södermanland |                     | 59.288076, 16.454171 | 10033400580001 | Ladda upp en bild av detta fornminne      |
| Husby-Rekarne 61:1                   | Stensättning                     |              | Husby-Rekarne, Södermanland |                     | 59.287647, 16.470948 | 10033400610001 | Ladda upp en bild av detta fornminne      |
| Husby-Rekarne 62:1                   | Stensättning                     |              | Husby-Rekarne, Södermanland |                     | 59.288436, 16.471029 | 10033400620001 | Ladda upp en bild av detta fornminne      |
| Husby-Rekarne 63:1                   | Stensättning                     |              | Husby-Rekarne, Södermanland |                     | 59.286157, 16.465628 | 10033400630001 | Ladda upp en bild av detta fornminne      |
| Husby-Rekarne 64:1                   | Stensättning                     |              | Husby-Rekarne, Södermanland |                     | 59.291619, 16.448142 | 10033400640001 | Ladda upp en bild av detta fornminne      |
| Husby-Rekarne 64:2                   | Stensättning                     |              | Husby-Rekarne, Södermanland |                     | 59.291511, 16.448307 | 10033400640002 | Ladda upp en bild av detta fornminne      |
| Husby-Rekarne 65:1                   | Hög                              |              | Husby-Rekarne, Södermanland |                     | 59.287565, 16.448235 | 10033400650001 | Ladda upp en bild av detta fornminne      |
| Husby-Rekarne 66:1                   | Gravfält                         |              | Husby-Rekarne, Södermanland |                     | 59.286415, 16.445378 | 10033400660001 | Ladda upp en bild av detta fornminne      |
| Husby-Rekarne 67:1                   | Gravfält                         |              | Husby-Rekarne, Södermanland |                     | 59.283988, 16.444453 | 10033400670001 | Ladda upp en bild av detta fornminne      |
| Husby-Rekarne 68:1                   | Röse                             |              | Husby-Rekarne, Södermanland |                     | 59.288515, 16.436820 | 10033400680001 | Ladda upp en bild av detta fornminne      |
| Husby-Rekarne 68:2                   | Stensättning                     |              | Husby-Rekarne, Södermanland |                     | 59.288628, 16.437000 | 10033400680002 | Ladda upp en bild av detta fornminne      |
| Husby-Rekarne 69:1                   | Gravfält                         |              | Husby-Rekarne, Södermanland |                     | 59.286355, 16.426255 | 10033400690001 | Ladda upp en bild av detta fornminne      |
| Husby-Rekarne 70:1                   | Gravfält                         |              | Husby-Rekarne, Södermanland |                     | 59.279620, 16.429550 | 10033400700001 | Ladda upp en bild av detta fornminne      |
| Hultberget (Husby-Rekarne 72:1)      | Fornborg                         |              | Husby-Rekarne, Södermanland |                     | 59.275654, 16.422886 | 10033400720001 | Ladda upp en bild av detta fornminne      |
| Husby-Rekarne 73:1                   | Gravfält                         |              | Husby-Rekarne, Södermanland |                     | 59.283367, 16.420146 | 10033400730001 | Ladda upp en bild av detta fornminne      |
| Husby-Rekarne 74:1                   | Hög                              |              | Husby-Rekarne, Södermanland |                     | 59.282855, 16.422581 | 10033400740001 | Ladda upp en bild av detta fornminne      |
| Husby-Rekarne 75:1                   | Gravfält                         |              | Husby-Rekarne, Södermanland |                     | 59.280848, 16.443744 | 10033400750001 | Ladda upp en bild av detta fornminne      |
| Husby-Rekarne 77:1                   | Röse                             |              | Husby-Rekarne, Södermanland |                     | 59.282171, 16.447178 | 10033400770001 | Ladda upp en bild av detta fornminne      |
| Husby-Rekarne 77:2                   | Stensättning                     |              | Husby-Rekarne, Södermanland |                     | 59.282252, 16.446665 | 10033400770002 | Ladda upp en bild av detta fornminne      |
| Husby-Rekarne 78:1                   | Gravfält                         |              | Husby-Rekarne, Södermanland |                     | 59.281965, 16.447998 | 10033400780001 | Ladda upp en bild av detta fornminne      |
| Husby-Rekarne 79:1                   | Gravfält                         |              | Husby-Rekarne, Södermanland |                     | 59.282811, 16.455468 | 10033400790001 | Ladda upp en bild av detta fornminne      |
| Sö 93 (Husby-Rekarne 80:1)           | Runristning                      |              | Husby-Rekarne, Södermanland | Berga               | 59.282877, 16.458140 | 10033400800001 | Ladda upp en till bild av detta fornminne |
| Sö 95 (Husby-Rekarne 80:2)           | Ristning, medeltid/historisk tid |              | Husby-Rekarne, Södermanland | Berga               | 59.282877, 16.458117 | 10033400800002 | Ladda upp en till bild av detta fornminne |
| Husby-Rekarne 84:1                   | Stensättning                     |              | Husby-Rekarne, Södermanland |                     | 59.285458, 16.478897 | 10033400840001 | Ladda upp en bild av detta fornminne      |
| Hyndevads märke (Husby-Rekarne 85:1) | Ristning, medeltid/historisk tid |              | Husby-Rekarne, Södermanland |                     | 59.321800, 16.465705 | 10033400850001 | Ladda upp en bild av detta fornminne      |
| Husby-Rekarne 86:3                   | Stensättning                     |              | Husby-Rekarne, Södermanland |                     | 59.264203, 16.525105 | 10033400860003 | Ladda upp en bild av detta fornminne      |
| Husby-Rekarne 89:1                   | Stensättning                     |              | Husby-Rekarne, Södermanland |                     | 59.288815, 16.394694 | 10033400890001 | Ladda upp en bild av detta fornminne      |
| Husby-Rekarne 102:1                  | Stensättning                     |              | Husby-Rekarne, Södermanland |                     | 59.300026, 16.426146 | 10033401020001 | Ladda upp en bild av detta fornminne      |
| Husby-Rekarne 103:1                  | Husgrund, historisk tid          |              | Husby-Rekarne, Södermanland |                     | 59.297332, 16.430720 | 10033401030001 | Ladda upp en bild av detta fornminne      |
| Husby-Rekarne 103:2                  | Husgrund, historisk tid          |              | Husby-Rekarne, Södermanland |                     | 59.297058, 16.431057 | 10033401030002 | Ladda upp en bild av detta fornminne      |
| Husby-Rekarne 105:1                  | Stensättning                     |              | Husby-Rekarne, Södermanland |                     | 59.318185, 16.445131 | 10033401050001 | Ladda upp en bild av detta fornminne      |
| Husby-Rekarne 106:1                  | Stensättning                     |              | Husby-Rekarne, Södermanland |                     | 59.318114, 16.443165 | 10033401060001 | Ladda upp en bild av detta fornminne      |
| Husby-Rekarne 112:1                  | Stensättning                     |              | Husby-Rekarne, Södermanland |                     | 59.307317, 16.469686 | 10033401120001 | Ladda upp en bild av detta fornminne      |
| Husby-Rekarne 114:1                  | Stensättning                     |              | Husby-Rekarne, Södermanland |                     | 59.288144, 16.447905 | 10033401140001 | Ladda upp en bild av detta fornminne      |
| Husby-Rekarne 114:2                  | Stensättning                     |              | Husby-Rekarne, Södermanland |                     | 59.288002, 16.447891 | 10033401140002 | Ladda upp en bild av detta fornminne      |
| Husby-Rekarne 114:3                  | Stensättning                     |              | Husby-Rekarne, Södermanland |                     | 59.287919, 16.447882 | 10033401140003 | Ladda upp en bild av detta fornminne      |
| Husby-Rekarne 116:1                  | Grav- och boplatsområde          |              | Husby-Rekarne, Södermanland |                     | 59.280103, 16.468620 | 10033401160001 | Ladda upp en bild av detta fornminne      |
| Husby-Rekarne 118:1                  | Stensättning                     |              | Husby-Rekarne, Södermanland |                     | 59.312953, 16.436799 | 10033401180001 | Ladda upp en bild av detta fornminne      |
| Husby-Rekarne 118:2                  | Stensättning                     |              | Husby-Rekarne, Södermanland |                     | 59.312934, 16.437060 | 10033401180002 | Ladda upp en bild av detta fornminne      |
| Husby-Rekarne 129:1                  | Hällristning                     |              | Husby-Rekarne, Södermanland |                     | 59.314283, 16.449430 | 10033401290001 | Ladda upp en bild av detta fornminne      |
| Husby-Rekarne 129:2                  | Hällristning                     |              | Husby-Rekarne, Södermanland |                     | 59.314104, 16.449346 | 10033401290002 | Ladda upp en bild av detta fornminne      |
| Husby-Rekarne 129:3                  | Hällristning                     |              | Husby-Rekarne, Södermanland |                     | 59.313880, 16.448864 | 10033401290003 | Ladda upp en bild av detta fornminne      |
| Husby-Rekarne 129:4                  | Hällristning                     |              | Husby-Rekarne, Södermanland |                     | 59.313861, 16.449034 | 10033401290004 | Ladda upp en bild av detta fornminne      |
| Husby-Rekarne 130:1                  | Hällristning                     |              | Husby-Rekarne, Södermanland |                     | 59.313806, 16.445902 | 10033401300001 | Ladda upp en bild av detta fornminne      |
| Husby-Rekarne 130:2                  | Hällristning                     |              | Husby-Rekarne, Södermanland |                     | 59.313682, 16.445978 | 10033401300002 | Ladda upp en bild av detta fornminne      |
| Husby-Rekarne 130:3                  | Hällristning                     |              | Husby-Rekarne, Södermanland |                     | 59.313707, 16.446086 | 10033401300003 | Ladda upp en bild av detta fornminne      |
| Husby-Rekarne 162                    | Husgrund, historisk tid          |              | Husby-Rekarne, Södermanland |                     | 59.312790, 16.439638 | 12000000129190 | Ladda upp en bild av detta fornminne      |
| Hacksta torpet (Husby-Rekarne 166)   | Lägenhetsbebyggelse              |              | Husby-Rekarne, Södermanland |                     | 59.312896, 16.438798 | 12000000129194 | Ladda upp en bild av detta fornminne      |
| Husby-Rekarne 196                    | Hällristning                     |              | Husby-Rekarne, Södermanland |                     | 59.312045, 16.442259 | 12000000129953 | Ladda upp en bild av detta fornminne      |
| Husby-Rekarne 197                    | Hällristning                     |              | Husby-Rekarne, Södermanland |                     | 59.311659, 16.432326 | 12000000129958 | Ladda upp en bild av detta fornminne      |
| Husby-Rekarne 198                    | Hällristning                     |              | Husby-Rekarne, Södermanland |                     | 59.311667, 16.431668 | 12000000129960 | Ladda upp en bild av detta fornminne      |
| Husby-Rekarne 199                    | Hällristning                     |              | Husby-Rekarne, Södermanland |                     | 59.310071, 16.439843 | 12000000129962 | Ladda upp en bild av detta fornminne      |